# جيمس شو (لاعب كرة طائرة)
جيمس شو (بالإنجليزية: James Shaw)‏ (5 مارس 1994 في الولايات المتحدة - ) هو لاعب كرة طائرة الولايات المتحدة في مركز ممرر ‏. لعب مع Sir Safety Umbria Volley ‏.

## وصلات خارجية
- جيمس شو (لاعب كرة طائرة) على موقع الاتحاد الدولي beach volleyball database (الإنجليزية)
- جيمس شو (لاعب كرة طائرة) على موقع الاتحاد الأوروبي (الإنجليزية)
- جيمس شو (لاعب كرة طائرة) على موقع قاعدة بيانات الكرة الطائرة الشاطئية (الإنجليزية)
- جيمس شو (لاعب كرة طائرة) على موقع الدوري الألماني للكرة الطائرة (الألمانية)
- جيمس شو (لاعب كرة طائرة) على موقع دوري الدرجة الأولى الإيطالي للكرة الطائرة - رجال (الإيطالية)
- جيمس شو (لاعب كرة طائرة) على موقع اللجنة الأولمبية والبارالمبية الأمريكية (الإنجليزية)